# هالة العامرية
هالة العامرية القرشية الكنانية تكنى أم سعيد، وهي أميرة قريش في عصرها، وهي من السيدات القلائل اللواتي تزعمن قبيلة قريش، وكانت جديرة بالإمارة، فأهتمت بالتجارة، وأسست دار العجلة، في بطن مكة، وهي دار مخصصة للنساء، تجتمع فيها وجيهات مكة وسيداتها من قريش وغيرهم من قبائل مكة، وكان لا يعقد أمر مهم الا بها. ويخرجن منها برأي جامع، وتدار فيها شؤون تجارتهن، وتنظم بها الرحلات.